# همایش بین‌المللی تجاوز و دفاع

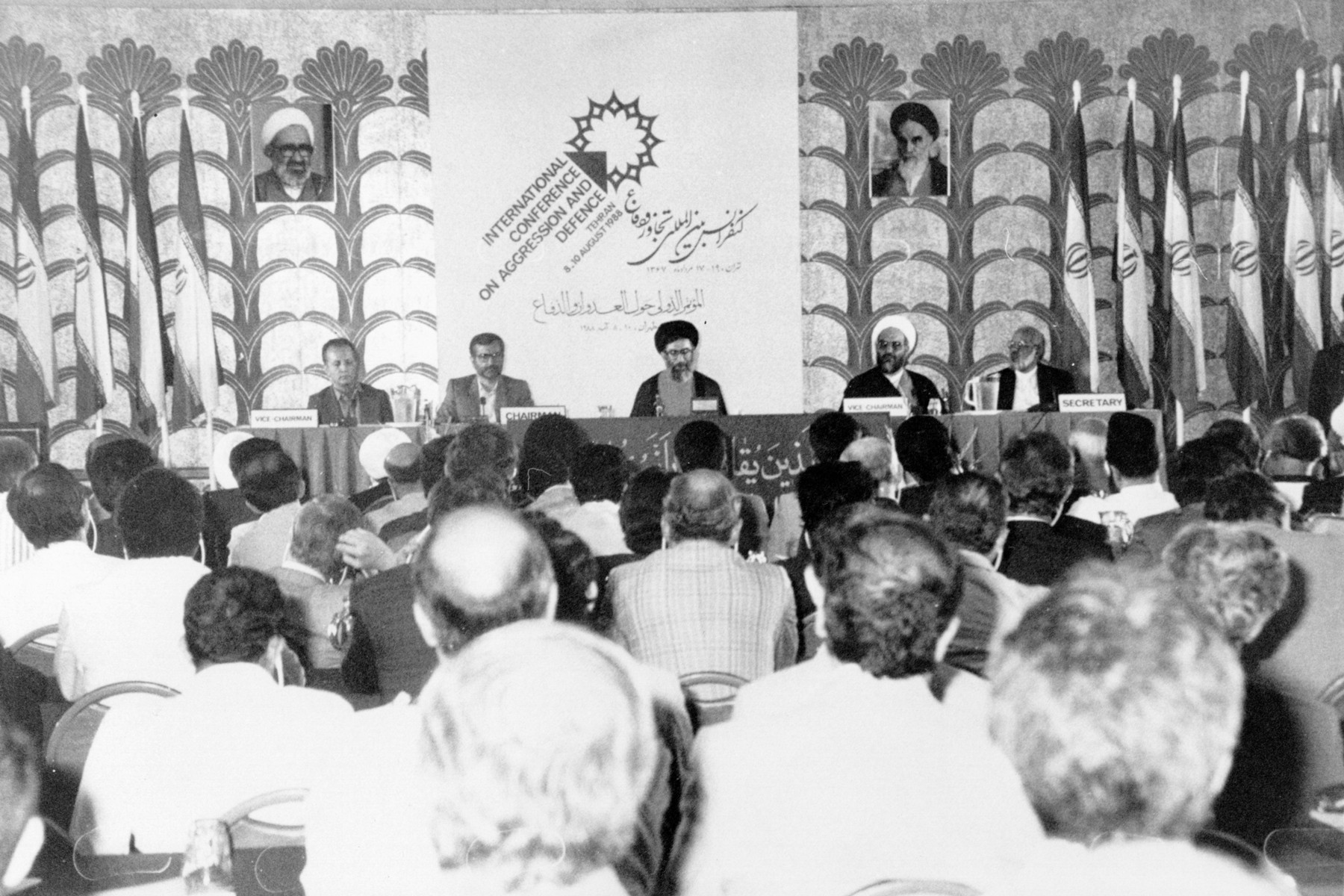

کنفرانس بین‌المللی تجاوز و دفاع نخستین کنفرانسی بود که به منظور بررسی و تحلیل جنگ ایران و عراق شکل گرفت. مکان برگزاری آن تهران و تاریخ برپایی آن ۱۷ مرداد تا ۱۹ مرداد سال ۱۳۶۷ بود. نزدیک به ۱۸۰ محقق از ۲۱ کشور جهان با ارائه مقالات و تحقیقات خود در زمینه جنگ مزبور و در طول سه روز برگزاری کنفرانس حضور پررنگ و مؤثری از خود نشان دادند.
مباحثی که از سوی اندیشمندان شرکت‌کننده در کنفرانس مطرح شد، صرفاً همسو و مورد تأیید برگزارکنندگان کنفرانس نبود؛ امّا تمامی مقالات ارسالی به دبیرخانه در طول برگزاری کنفرانس در جمع سایر حضار ارائه و مورد نقد و بررسی قرارگرفت. مقالات از این جهت که مبین دیدگاه علمی نویسندگان آن بود، بدون هیچ‌گونه حذف و اضافه‌ای مورد پذیرش میزبانان قرار گرفت.

## فلسفه و مقدمات برگزاری کنفرانس
ایدهٔ اولیه برپایی چنین کنفرانسی در سال ۱۳۶۵ مطرح شد و ستاد تبلیغات جنگ که از مهر ماه ۱۳۵۹ همزمان با شروع جنگ ۸ ساله فعالیت خود را آغاز کرده بود، با در دست گرفتن ابتکار عمل، پس از تلاش مستمر ۲ ساله این کنفرانس را اجرایی کرد. هدف اولیه از برگزاری چنین کنفرانسی بررسی جنگ ایران و عراق متغیّرهای سیاسی، نظامی، اقتصادی و فرهنگی مرتبط با آن بود. پس از گفتمان‌های طولانی مقرر شد که در کنفرانس بحث تجاوز و دفاع، تنها از دیدگاه علمی و با اجتناب از نظرگاه‌های مغرضانه و یکسویه و ژورنالیستی باشد. در نهایت در متن دعوتنامه‌هایی که برای میهمانان کنفرانس ارائه شد و از آنان برای ارائه مقالاتشان دعوت شده بود، درخواست شده بود که جنگ تحمیلی تنها از ابعاد «حقوق بین‌الملل»، «مطالعات تاریخی و سیاسی» و «مطالعات اسلامی» مورد بررسی قرار گیرد.
در برپایی این کنفرانس افزون بر سازمان تبلیغات جنگ، مراکز و موسسات و نهادهای دیگری نیز نقش فعال داشتند. از آن جمله:
- مرکز مطالعات بین‌المللی وابسته به دانشگاه تهران
- مؤسسه مطالعات سیاسی-بین‌المللی وزارت امور خارجه
- دانشکده حقوق و علوم سیاسی دانشگاه تهران
- دانشکده اقتصاد دانشگاه تهران
- جامعه مدرسین حوزه علمیه قم

پس از تعیین سیاستگذاری‌های کنفرانس مزبور، نوبت به دعوت از محققان، پژوهشگران و استادان دانشگاه از سراسر جهان شد. نمایندگی‌های سیاسی و فرهنگی جمهوری اسلامی ایران و دفاتر خبرگزاری ایران در خارج از کشور عهده‌دار دعوت از میهمانان کنفرانس شدند. این کشورها عبارت بودند از:
پاکستان •  هند •  الجزایر •  عراق •  زئیر •  لبنان •  مصر •  سریلانکا •  انگلیس •  فرانسه •  آمریکا •  آلمان غربی •  هلند •  کانادا •  ژاپن •  ایتالیا •  یوگسلاوی •  لهستان •  اسپانیا •  مجارستان •  یونان و ایران.
در مجموع شمار میهمانان خارجی به ۸۰ تن و استادان و دانشوران ایرانی به ۱۰۰ تن رسید. از این شمار ۵۳ تن مقالات و سخنرانی‌هایشان را در کنفرانس ارائه دادند.

## گزارش‌کار کنفرانس
کنفرانس در ۱۷ مرداد ۱۳۶۷ با سخنان سید علی خامنه‌ای در هتل آزادی آغاز شد. کنفرانس دارای ۲ گونه نشست بود. یکی نشست‌های عمومی که دربرگیرنده مسائل اساسی و عام بود و دیگری نشست‌های کمیته‌های تخصصی که مسائل جنگ را کارشناسانه‌تر بررسی می‌کرد.
نشست‌های عمومی طی ۳ روز، روز نخست از ساعت ۸:۳۰ تا ۱۲:۳۰، روز دوم به همین روال و روز سوم از ساعت ۱۵ تا ۱۸ برگزار شد. نشست‌های کمیته‌های سه‌گانه، هرکدام در سالنی جداگانه و با زمانبندی جدا اجرا شد. در طول ۳ روز برگزاری کنفرانس، ۸ سخنرانی در نشست‌های عمومی و نیز روزانه ۱۵ سخنرانی در هریک از کمیته‌ها انجام می‌گرفت. این میزان در جلسات عمومی ۳۰ دقیقه و در کمیته‌ها ۲۰ دقیقه بود. در پایان ارائه مقالات در یک روز نیز حداقل یک ساعت پرسش و پاسخ میان سخنرانان و سایر شرکت‌کنندگان انجام می‌گرفت.
اداره نشست‌های عمومی و کمیته‌ای را ۱ رئیس، ۲ نائب رئیس و ۱ دبیر عهده‌دار بود. نائب رئیس دوم از میان میهمانان انتخاب می‌شد.
کنفرانس در بعدازظهر روز سوم و با سخنرانی اکبر هاشمی رفسنجانی پایان گرفت. در نشست اختتامیه کنفرانس ابتدا روسای کمیته‌های سه‌گانه گزارش علمی کار خود را به جلسه ارائه دادند و در نهایت جمع‌بندی کار توسط کمال خرازی ارائه گردید.

## مقالات ارائه شده در کنفرانس
| عنوان مقاله | نویسنده مقاله                              |
| --- | ------------------------------------------ |
| آیا جنگ طبیعت انسان است؟                                                                                                  | محمّدتقی جعفری                              |
| فتح‌المبین یا صلح حدیبیه                                                                                                   | سید جعفر شهیدی                             |
| مبانی جهاد در اسلام | جعفر سبحانی                                |
| اشکال و انواع دفاع مقدس از نظر اسلام                                                                                      | سید محسن خرازی                             |
| باورهای غرب و واقعیت‌های جهاد در اسلام                                                                                     | آندرو ج. نیومن                             |
| بررسی تاریخی برداشت منغیر شیعه اثنی‌عشری از جهاد                                                                           | آندرو ج. نیومن                             |
| تجاوز و دفاع در تاریخ اسلام                                                                                               | س. عبدالکریم                               |
| جایگاه صلح در جهاد | رسول جعفریان                               |
| ریشه‌های پدیده جنگ | عباسعلی امید زنجانی                        |
| قانون صلح در اسلام | جعفر المهاجر                               |
| جنگ از دیدگاه قرآن کریم                                                                                                   | محمدتقی مصباح یزدی                         |
| تجاوز و دفاع از دیدگاه اسلام                                                                                              | عبدالرحمن فیصل                             |
| نظراتی در خصوص جنگ تهاجمی و دفاعی در درگیریهای بین متخاصمان مسلمان                                                        | دبلیو. جی. میلوارد                         |
| نقش جامعه اروپا در جنگ ایران و عراق                                                                                       | اشتین باخ                                  |
| جنگ و مهاجرت در ایران | برنارد هوکارد                              |
| تکنولوژی‌های اطلاعاتی و حاکمیت ملی                                                                                         | حمید مولانا                                |
| اتحاد جماهیر شوروی، افغانستان و خلیج فارس                                                                                 | الیور روی                                  |
| سیاست انرژی کشورهای عربی و آمریکا در منطقه جنوب خلیج فارس                                                                 | حمدالله آصفی-ناصر فرشاد گهر-علیرضا وطن‌دوست |
| کوششی برای شناخت عوامل درگیری میان جهان اسلام و نظام‌های سلطه‌جوی غربی                                                      | حسن ضیقه                                   |
| جنگ و نظریه دفاع و مقاومت در اسلام                                                                                        | سمیر سلیمان                                |
| تمهیدات رهبران عراق برای تجاوز به قلمرو ایران                                                                             | ابراهیم انوری تهرانی                       |
| اهداف عراق از تجاوز به ایران                                                                                              | اصغر جعفری ولدانی                          |
| خلاصه‌ای از برخی از تأثیرات جنگ بر عراق                                                                                    | لیث راجی کوپه                              |
| حقوق بین‌الملل و جنگ ایران و عراق                                                                                          | بهمن بختیاری                               |
| فسخ یکجانبه عهدنامه۱۹۷۵ از سوی عراق و موضع هریک از دوطرف عهدنامه                                                          | ناصر فرشاد گهر-حمدالله آصفی                |
| تحلیل خطرات جنگ:اختلافات ایران و عراق۸۰–۱۹۷۹                                                                              | کیث مک‌لکلان                                |
| حمله به مناطق مسکونی و افراد غیرنظامی                                                                                     | صفت‌الله طاهری شمیرانی                      |
| قرارگرفتن نفتکشهای کویتی زیر پرچم ایالات متحده:دلایل و تأثیرات آن                                                         | الیزابت گاملن-پال راجرز                    |
| حق طبیعی دفاع مشروع در جنگ عراق با ایران                                                                                  | جمشید ممتاز                                |
| ضرورت توسعه و تروین حقوق بین‌المللی جنگ:تجارب جنگ تحمیلی عراق به جمهوری اسلامی ایران                                       | سعید میرزایی ینگجه                         |
| چهارچوب مواضع شوروی | محیی‌الدین مصباحی                           |
| تجاوز از دیدگاه تاریخی | ریچارد بولت                                |
| پادشاهی سعودی:ستون فلج‌شده سیاست ایالات متحده در خلیج فارس                                                                 | علیرضا شیخ‌الاسلامی                         |
| مشکل ژاپن در خلیج فارس | کازوئو تاکاهاشی                            |
| حق بازدید و تفتیش کشتی‌های بازرگانی در زمان جنگ                                                                            | مصطفی فروتن                                |
| مسئله تجاوز و نقش دریافت جهانی از جنگ ایران و عراق                                                                        | ژوهانس ریسنر                               |
| ابتکارات دبیرکل سازمان ملل متحد در رویارویی با تهدید علیه صلح و امنیت بین‌المللی در جنگ ایران و عراق                       | پل تاورنیه                                 |
| موارد نقض حقوق بین‌الملل در جنگ ایران و عراق                                                                               | میلتون بافینگتون                           |
| مسئولیت دولت و زمام‌داران عراق                                                                                             | عبدالرحمن عالم                             |
| ملاحظاتی دربارهٔ جنایات جنگ و دادگاه صالح برای محاکمه جنایتکاران جنگ                                                       | احمد مهیو                                  |
| نگاهی به استفاده رژیم عراق از سلاحهای شیمیایی در جنگ تحمیلی                                                               | ستاد تبلیغات جنگ-مرکز اسناد                |
| جنگ تحمیلی و میراث فرهنگی                                                                                                 | مهدی حجت                                   |
| حقوق و وظایف دولتهای بیطرف و متخاصم در زمان جنگ                                                                           | حسین میرمحمد صادقی                         |
| بررسی علل تطویل اختلافات منطقه‌ای                                                                                          | محمود سریع‌القلم                            |
| روابط ایران با مرزهای غربی در دوره‌های صفویه و افشاریه دلایل تاریخی پیدایش اختلافات مرزی از عهدنامه ذهاب ۱۰۴۹ هـ. ق به بعد | رضا شعبانی                                 |
| ابرقدرتها و دخالت آنها | پیتر شولاتر                                |
| جنگ، انقلاب و روحیه: قدرت ایران در جنگ خلیج فارس                                                                          | جیمز بیل                                   |
| جنگ در خلیج فارس و نقش ابرقدرتها                                                                                          | سید فاروق حسنات                            |
| تجاوز عراق و اثرات تخریبی آن بر محیط زیست                                                                                 | هادی منافی                                 |

## گزارش کمیته‌های تخصصی کنفرانس

### گزارش علمی کار کمیته سیاست و تاریخ
زمینه کاری پژوهشگران و استادان فعال در این کمیته یکی از ۲ حوزه تاریخ و سیاست بود. گزارش پایانی این کمیته به موارد زیر می‌پرداخت:
تجاوز: جنگی که رژیم صدام حسین در ۲۲ سپتامبر ۱۹۸۰ آغاز کرد، یک دهه پیشتر با تجاوز به حقوق مردم عراق آغاز شده‌بود. اخطار حکومت صدام حسین براساس یک کودتا در سال ۱۹۶۸ که از سوی یک اقلیت انجام شده‌بود شکل گرفت. جنگ ایران و عراق در ظاهر جنگ یک کشور علیه کشور دیگر بود که در زمین، دریا و هوا به امید پیروزی سریع آغاز شد؛ اما در واقعیت امر تجاوز به یک انقلاب مردمی با درون‌مایه عقیدتی بود که نزد توده‌های مردم اصالت و در میان مسلمانان حقانیت و محبوبیت داشت؛ بنابراین همه نیروهایی که از انقلاب اسلامی ضربه خورده بودند یا از گسترش آن بیم داشتند در این تجاوز شرکت کردند. ...
دخالت قدرت‌های بزرگ: ابرقدرت‌ها به ویژه آمریکا، با بهانه به خطر افتادن ثبات کشورهای نفت‌خیز، روحیه تجاوز طلبی صدام حسین را برای ضربه زدن به انقلاب اسلامی ایران مناسب یافتند. ...
دخالت ابرقدرت‌ها در یک جنگ منطقه‌ای به گونه‌ای که در جنگ ایران و عراق روی داد در تاریخ معاصر بی‌سابقه بود. هر دو ابرقدرت از یکی از طرفین جنگ یعنی عراق پشتیبانی می‌کردند. ...
حمایت کشورهای عرب منطقه: بیشتر کشورهای منطقه موضعی دوستانه نسبت به عراق داشتند. بجز پاکستان و ترکیه که به معضل سیاسی ویژه‌ای گرفتار شده و می‌خواستند بین ایران و صدام و دوستانش تعدل برقرار کنند، عربستان سعودی و کویت عامل تحرک سیاست خارجی جنگی صدام شدند. در چارچوب سازمان اوپک قیمت نفت را کاهش دادند، درآمدهای هنگفتی را خرج خرید نوین‌ترین سلاح‌های ممکن کردند، تمام نفوذ دیپلماتیک خود در جهان عرب و غرب را بکار گرفتند تا فشارهای بیشتری به جمهوری اسلامی وارد کنند. فقط امارات متحده عربی و عمان و سوریه تا حدودی تلاش کردند که نقش متعادل‌تری ایفا کنند و از شدت بحران در منطقه بکاهند. پاکستان و ترکیه نیز به دلیل همسایگی و وابستگی فرهنگی، زبانی و منطقه‌ای موضعی بی‌طرفانه‌تر داشتند.
جامعه کشورهای اروپا: با توجه به اینکه جامعه اقتصادی اروپا از ۱۱ کشور با منافع ملی متفاوت تشکیل شده، این سازمان نتوانست هیچگونه موضع مؤثر و فعالی را داشته‌باشد و به انتشار چند بیانیه بسنده کرد. برخی از کشورهای اروپای غربی با فروش اسلحه بنیه نظامی عراق را تقویت کردند و برخی دیگر راه‌های سیاسی و دیپلماتیک را برگزیده و تلاش کردند تا انزوای تحمیل شده به ایران را کم کنند. آنان براین باور بودند که انزوای بیشتر ایران موجب شدت جنگ و دورشدن از راه‌حل خواهد بود و ایران مهم‌تر از آن است که بتوان آنرا از صحنه بین‌المللی دور نگه‌داشت. ...

### گزارش علمی کار کمیته مطالعات اسلامی
این کمیته طی ۳ نشست فعال با حضور محققان و صاحب‌نظران حوزه علمیه قم و دانشکده حقوق و علوم سیاسی دانشگاه تهران و اسلام‌شناسان و محققان و استادان دانشگاه‌های بیروت، آکسفورد، کالیفرنیا و کانادا و صرف بیش از ۱۰ ساعت وقت در دو محور اصلی به جلسه پرداخت:
1. اصول و مبانی جهاد در اسلام
2. رفتار جنگی و جایگاه صلح در اسلام

مفهوم فقهی جهاد در فقه سیاسی اسلام و تفاوت ماهوی آن با واژه‌های مشابهی که امروز در حوزه علوم سیاسی مطرح می‌شود، از نکات کلیدی گفتمان‌های اسلامی در زمینه تجاوز و دفاع است که طی مقالات ارائه شده تبیین گردید. در این کمیته انواع جهاد و رابطه ارزشی بین گونه‌های مختلف جهاد بررسی شد و به ویژه نقش بنیادی جهاد اکبر در پیروزی‌های جهاد نظامی به‌طور تحلیلی و مستند بررسی شد.
در این کمیته بررسی جایگاه مذاکره، شرایط متارکه جنگ و قرارداد صلح از دیدگاه اسلامی نیز مورد بررسی قرار گرفت. ...

### گزارش علمی کار کمیته حقوق بین‌الملل
در نشست‌های این کمیته به ۳ مقوله اساسی حقوق بین‌الملل در ارتباط با تجاوز عراق به ایران پرداخته شد:
1. مسئولیت عراق و دیگر کشورها در جنگ عراق علیه ایران
2. زیرپا گذاشتن قوانین جنگی توسط عراق
3. جنگ و سازمانهای بین‌المللی

شرکت‌کنندگان این کمیته از ایران، آمریکا، فرانسه، الجزایر، کانادا و پاکستان بودند. زبان ارتباطی شرکت‌کنندگان این کمیته فارسی، عربی و انگلیسی بود. در مقایسه با دیگر کمیته‌ها، در این کمیته گفتمان‌ها تخصصی‌تر و حقوقی‌تر مطرح شد. در این رابطه محورها و بحث‌های زیر را می‌توان برجسته کرد:
1. عراق در تجاوز به خاک ایران کاملاً آگاهانه و با تمهیدات قبلی حرکت کرده است.
2. ادعای عراق مبنی براینکه حمله آن کشور به خاک ایران اقدامی پیشگیرانه بوده است مشروعیت ندارد و معارض با موارد قابل قبول حقوق بین‌الملل است.
3. ادعای عراق مبنی براینکه حمله‌اش علیه تمامیت ارضی ایران مسبوق به تجاوز غیرمستقیم این کشور علیه عراق است، توجیه حقوقی نداشته است.
4. از آنجا که همه توافق‌های حاصله در سال ۱۹۷۵ بین ایران و عراق «مجموعه یکپارچه» را تشکیل می‌دهد، بنابراین تلاش عراق برای لغو یکی از اجزای مورد توافق (تمدید مرز رودخانه‌ای) از دیدگاه حقوق بین‌الملل پذیرفتنی نیست.
5. پیشقدمی رژیم بعث عراق در نقض موازین حقوق بین‌الملل و اصول بشردوستانه چنان ابعاد گسترده‌ای داشت که تاکنون در هیچ‌یک از برخوردهای منطقه‌ای و بین‌المللی سابقه نداشته است.
6. کشورهای ثالث باید از هرگونه اقدامی که به هر نحوی به گسترش کمی و کیفی جنگ بین دو کشور منجر شود اجتناب کرده و مقررات و قوانین مربوط به بی‌طرفی را رعایت کنند.

## بیانیه پایانی کنفرانس
در آخرین مرحله از کار کنفرانس بین‌المللی تجاوز و دفاع، کمال خرازی جمع‌بندی نهایی محورهای طرح شده در کنفرانس را در بندهایی به‌طور مشروح بیان کرد:
1. رژیم عراق متجاوز است.
2. عراق مرتکب جنایات جنگی شده است.
3. عراق تمام اصول را زیر پا نهاده است.
4. حقوق بین‌الملل و شیوه‌های عمل بین‌المللی برای جلوگیری از تجاوز ناقص‌اند.
5. این جنگ علیه انقلاب اسلامی و به منظور تعرض به اراده یک ملّت طراحی شده و ادامه یافته است.
6. قدرت‌های بزرگ در جنگ خود با انقلاب از همه شیوه‌های عمل و ابزارهای بین‌المللی از جمله اقتصادی، سیاسی و تبلیغاتی بهره گرفته‌اند.